# Mesilla vittiventris
Mesilla vittiventris är en spindelart som beskrevs av Simon 1903. Mesilla vittiventris ingår i släktet Mesilla och familjen spökspindlar. Inga underarter finns listade i Catalogue of Life.